# Arènes Jean-de-Lahourtique
Les arènes Jean-de-Lahourtique se situent sur la commune de Bascons, dans le département français des Landes. Elles sont inscrites au titre des monuments historiques par arrêté du 25 avril 2007. Elles peuvent accueillir 1 500 personnes.

Les arènes de Mant portent également le nom de "Jean de Lahourtique".

## Présentation
Ces arènes accueillent des spectacles de course landaise dans le centre de la commune. Érigées par le bénévolat local en remplacement d'anciennes arènes en bois, elles sont inaugurées le 15 août 1936. Elles sont réalisées en bois de pin reposant sur des dés de béton, d'après les plans de l'architecte montois Franck Bonnefous, chargé de la restauration des arènes du Plumaçon trois ans plus tôt. De type tribune-arène, elles ont une capacité d'accueil de 1200 places, dont 380 couvertes. En 2004, les travaux de restauration agrémentent la partie haute de la façade principale d'un encorbellement de bardeaux de bois.
Elles portent le nom de Jean de Lahourtique, dont le portrait réalisé par Cel le gaucher surmonte la porte d'entrée. Jean de Lahourtique, de son vrai nom Jean Diris, était juge de paix des cantons d'Amou et d'Hagetmau mais également chroniqueur et rédacteur en chef du journal La Course Landaise.
Bascons a la particularité d'être la seule commune du département possédant deux arènes encore en activité. Les autres arènes sont situées dans le quartier de Bostens, de même que le musée de la course landaise et la chapelle Notre-Dame-de-la-Course landaise.

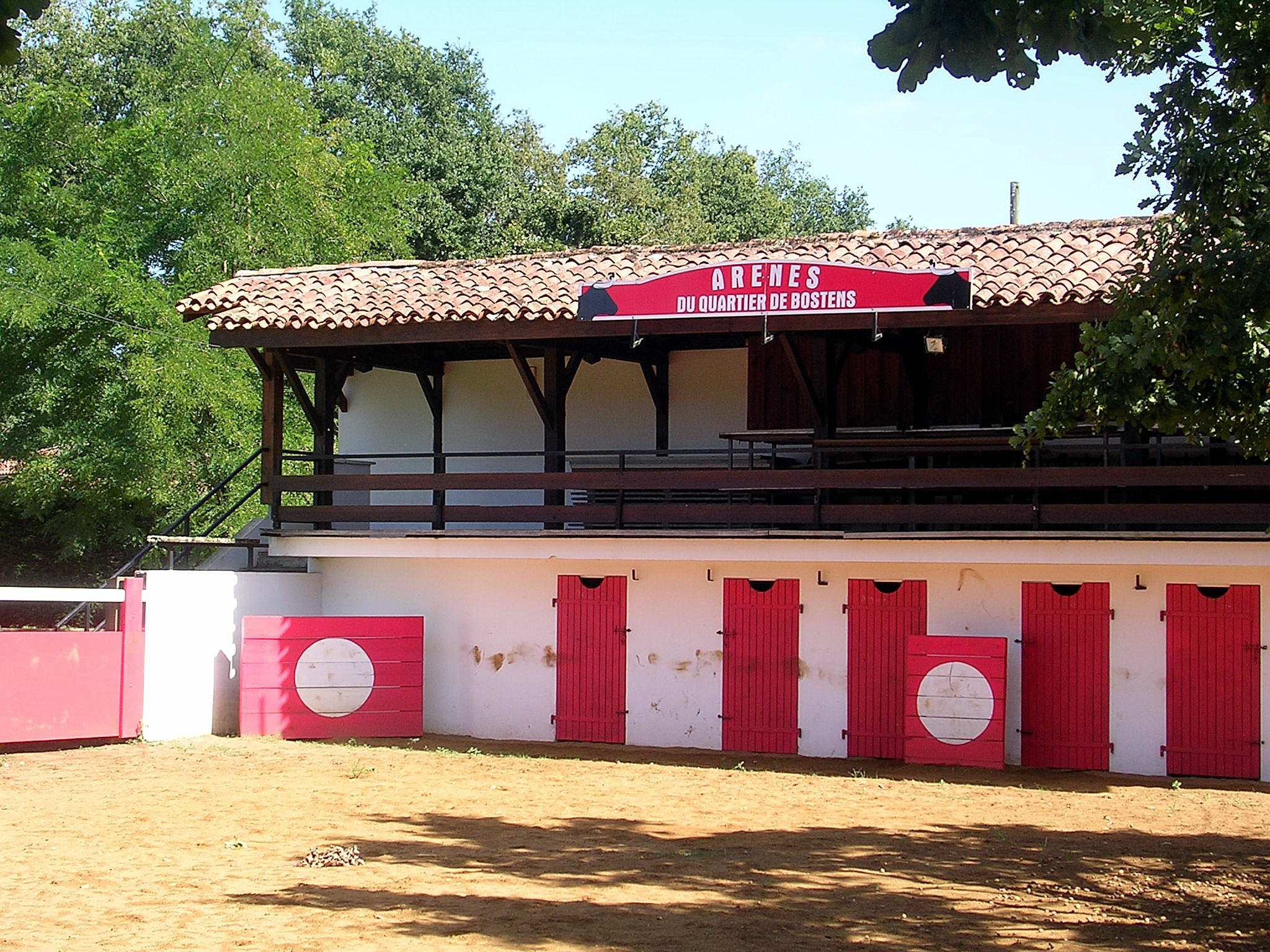
Arènes du quartier de Bostens.